# Merismomorpha elongata
Merismomorpha elongata är en stekelart som beskrevs av Sureshan 2000. Merismomorpha elongata ingår i släktet Merismomorpha och familjen puppglanssteklar. Inga underarter finns listade i Catalogue of Life.